# 特雷夫孔
特雷夫孔（法語：Trefcon，法語發音：[tʁɛfkɔ̃]）是法国上法蘭西大區埃纳省的一个市镇，属于圣康坦区。

## 地理
特雷夫孔（49°51'28"N, 3°5'43"E）面积4.02 平方千米，位于法国上法蘭西大區埃纳省，该省份为法国北部内陆省份，北起北部省，西接索姆省和瓦兹省，东临阿登省和马恩省，西南至塞纳-马恩省，东北部与比利时接壤。
与特雷夫孔接壤的市镇（或旧市镇、城区）包括：博瓦韦尔芒杜瓦、科兰古、珀伊、泰尔特里、弗赖涅昂韦尔芒杜瓦。

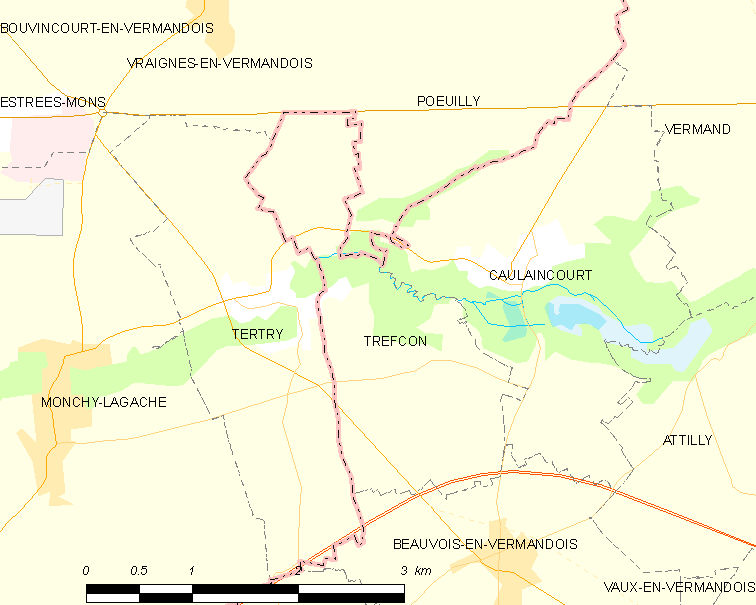
特雷夫孔的OSM定位图

特雷夫孔的时区为UTC+01:00、UTC+02:00（夏令时）。

## 行政
特雷夫孔的邮政编码为02490，INSEE市镇编码为02747。

## 政治
特雷夫孔所属的省级选区为圣康坦第一县。

## 人口

1962-2008年间特雷夫孔人口变化图示

特雷夫孔于2022年1月1日时的人口数量为81人。